# Chute d'eau
Pour les articles homonymes, voir chute et cascade.

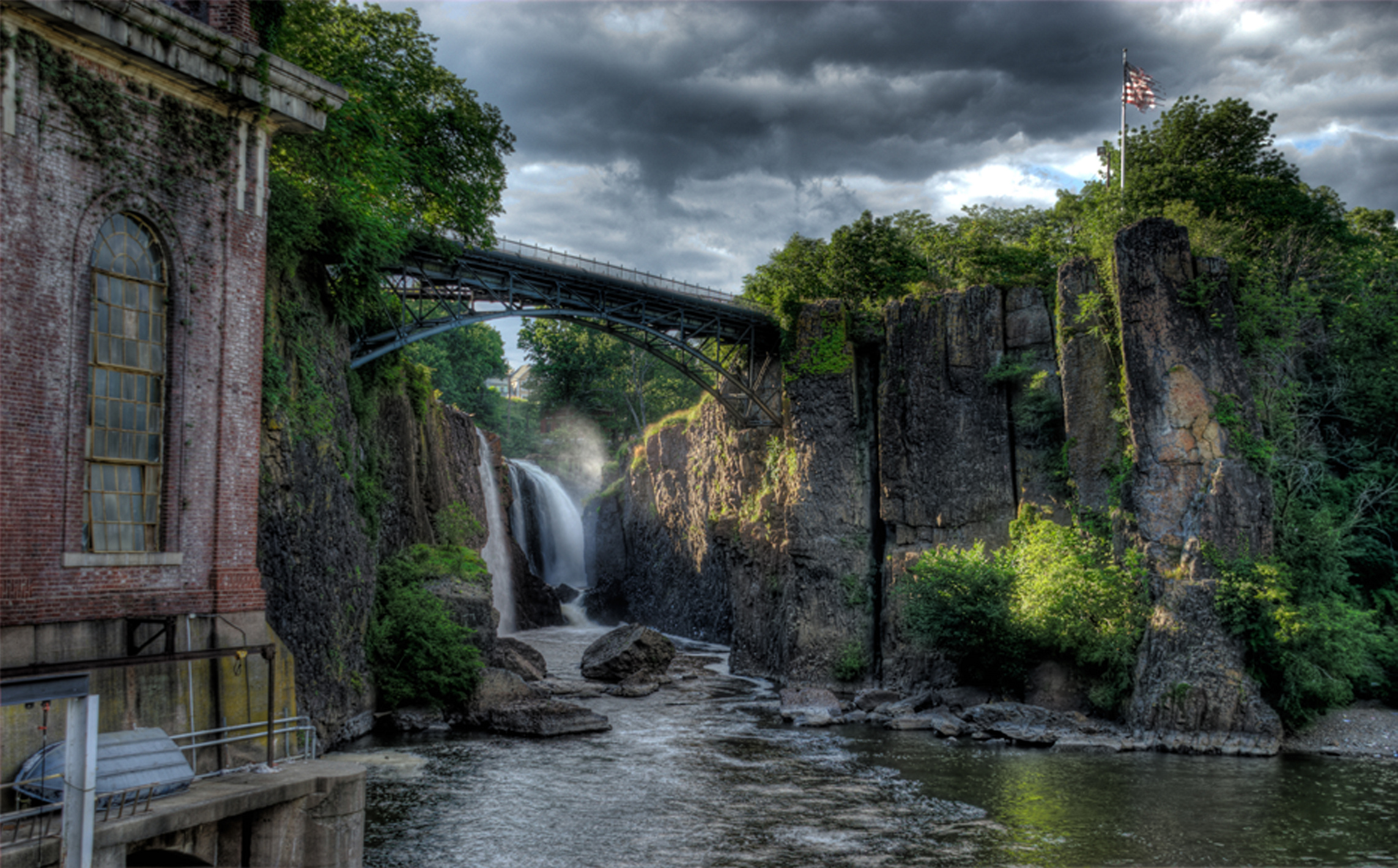
La chute d'eau de la rivière Passaic, au New Jersey.

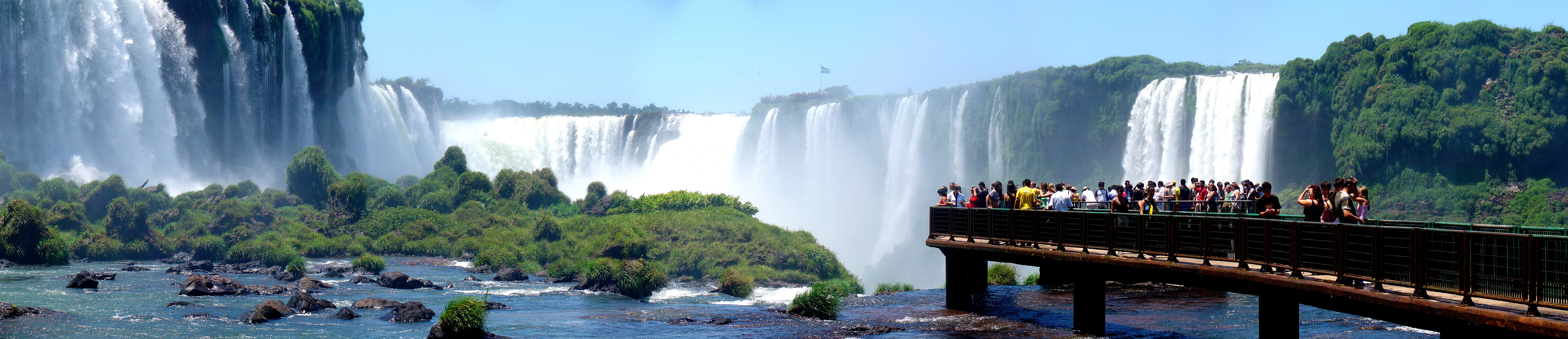
Les chutes d'Iguaçú, à la frontière entre l'Argentine et le Brésil.

Formation naturelle de cascade.

Une chute d'eau, une cascade ou une cataracte (chute d'eau considérable, parfois aussi nommée « saut » en Guyane ou dans le Doubs ou « sault » au Canada par exemple) est un écoulement aérien de cours d'eau soit vertical soit abrupt le long d'une série de parois très pentues, avec un dénivelé souvent important.
Elle se situe le plus souvent en montagne, où l'un des tronçons d'un torrent voire d'une rivière, voit son lit de trajectoire « coupé » face à une falaise ou une paroi rocheuse abrupte, se transformant sur cette portion en une importante chute d'eau totalement verticale ou très pentue. La chute de l'eau obéit aux lois de la gravité en descendant à vitesse croissante, s'accompagnant d'un certain éparpillement et évaporation des gouttelettes, ainsi qu'un élargissement de dispersion du flux (formant parfois sous le soleil un arc-en-ciel), notamment lors de la percussion en contrebas, retrouvant ensuite son cours régulier de torrent.
Dans les cas les plus importants, il peut s'agir d'un spectacle très impressionnant où un flux important de plusieurs chutes simultanées convergentes se précipite dans le vide depuis le « plateau » supérieur, vers une sorte d'« entonnoir » naturel géant, s'accompagnant d'un bruit considérable et de projections d'eau ou d'embruns à des dizaines ou des centaines de mètres.
Les chutes les plus impressionnantes existent dans un contexte géologique et géomorphologiques sources de dénivelées très marquées croisant le flot d'un fleuve, d'une rivière ou d'un torrent. Par exemple, dans le parc national de Yosemite, les glaciations ont creusé deux vallées profondes et aux flancs pratiquement verticaux. Le moindre ruisseau est alors précipité verticalement sur plusieurs dizaines ou plusieurs centaines de mètres de haut. Ailleurs, il peut aussi s'agir d'une ligne de faille dont l'un des bords a été relevé par le fait des mouvements tectoniques.
Dans les zones tempérées, les chutes sont généralement plus impressionnantes au printemps, quand les rivières sont alimentées par la fonte des neiges.
Les plus hautes chutes du monde sont celles de Salto Ángel avec 979 mètres.
Par analogie avec la cascade, la cascatelle est une petite cascade due à une dénivelée faible. La cascatelle n'est pas caractéristique des montagnes.

## Quelques chutes d'eau remarquables

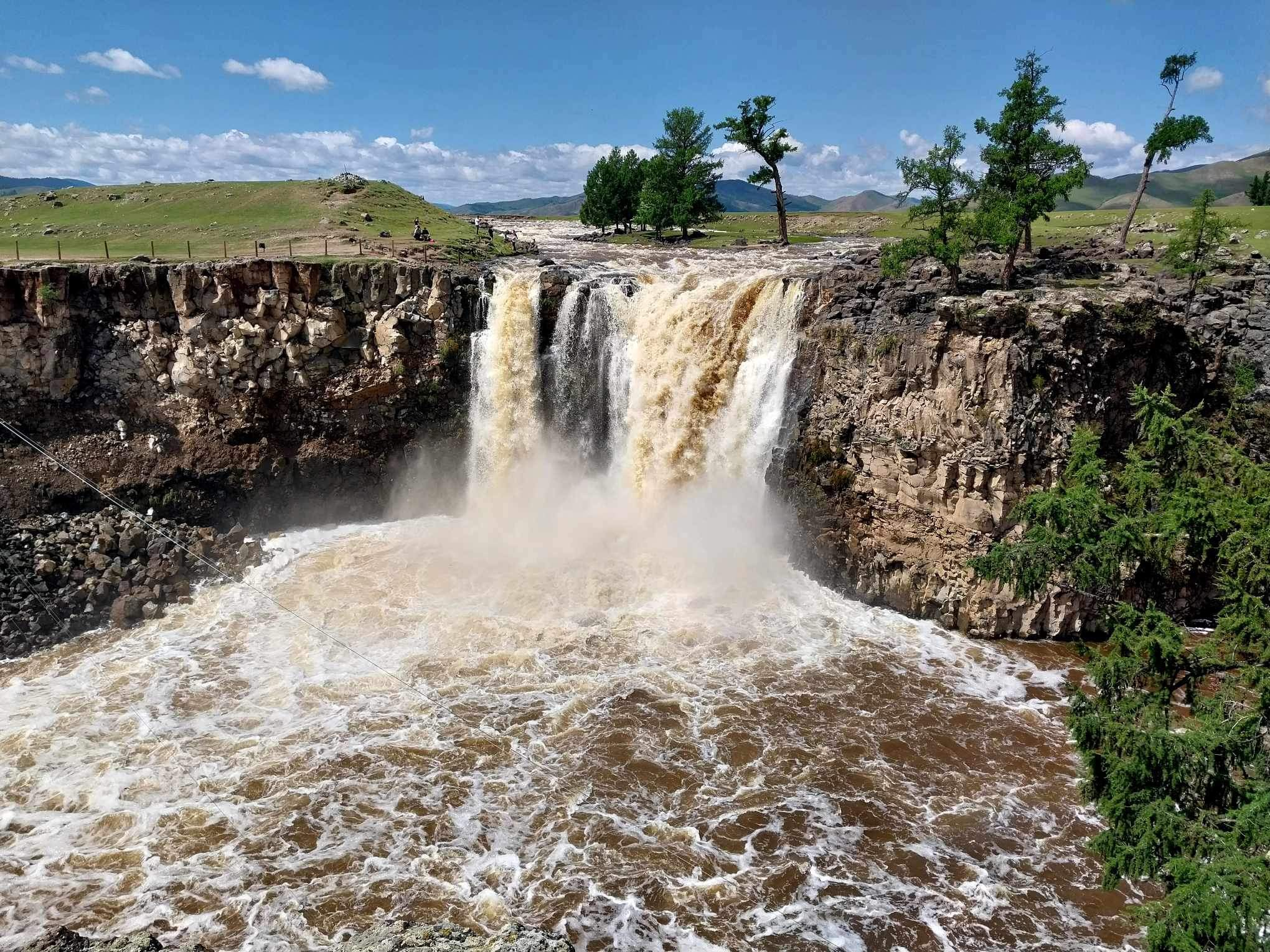
Ulaan tsutgalan en Mongolie.

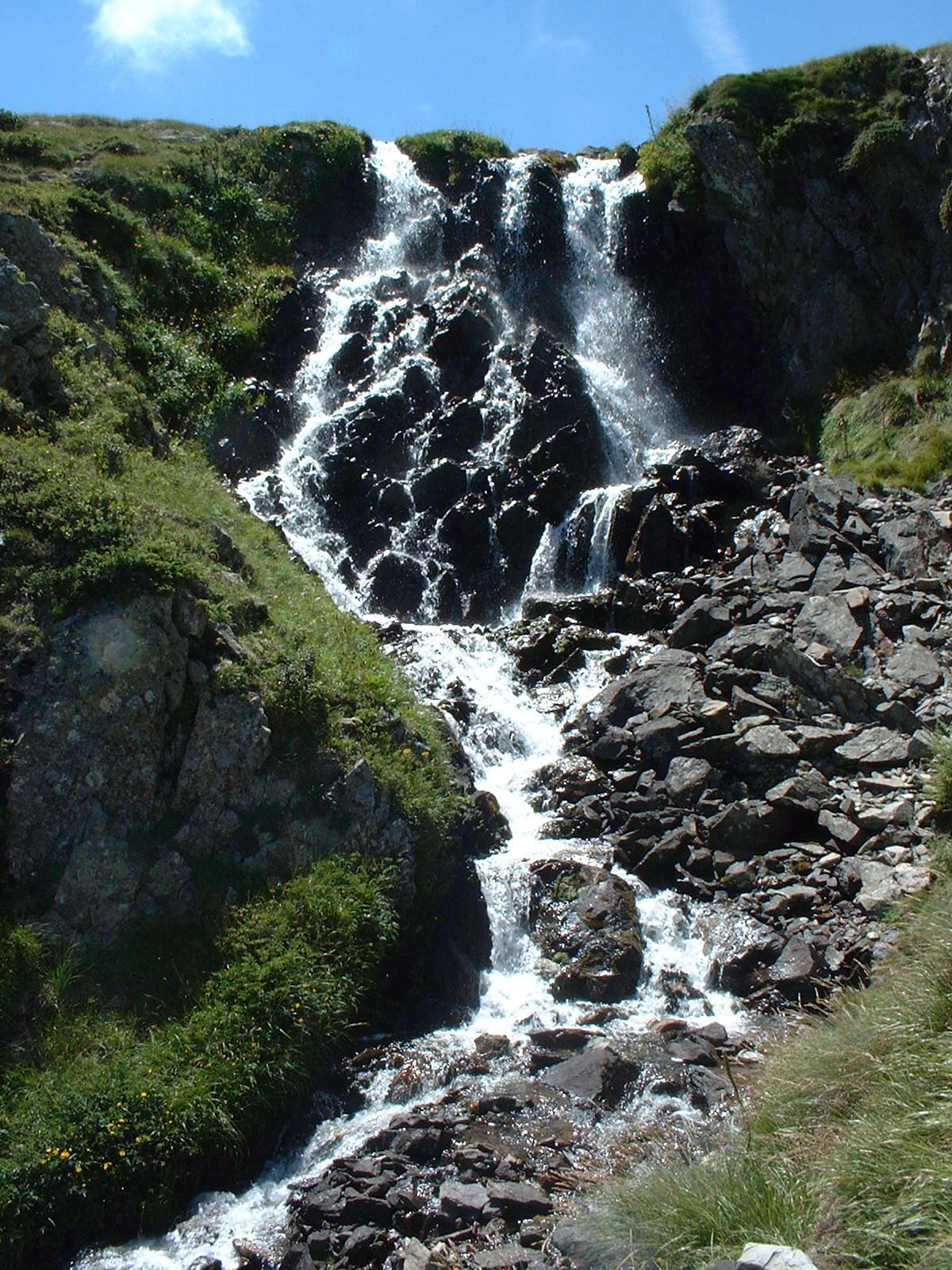
Une cascade dans les Pyrénées.

- Chutes d'Iguaçu à la frontière entre le Brésil et l'Argentine ;
- Chutes Boyoma en République démocratique du Congo ;
- Chutes du Niagara à la frontière entre les États-Unis et le Canada ;
- Chutes de la Lofoï en République démocratique du Congo ;
- Cascade Trou de Fer à La Réunion ;
- Cascade de Grand Galet à La Réunion ;
- Chutes du Voile de la Mariée (Le Tampon) à La Réunion ;
- Cascades de la Lyre et de la Citerne en France ;
- Cascades de Krimml et cascade Grawa en Autriche ;
- Cascade de Gavarnie au Cirque de Gavarnie en France ;
- Cascade d'Ars en France ;
- Cascade de Cubsiervès en France ;
- Cascades du Cirque du Fer-à-Cheval en France ;
- Cascade de Coo en Belgique ;
- Chutes Hopetoun en Australie ;
- Chutes Livingstone en République démocratique du Congo ;
- Chutes Victoria entre la Zambie et le Zimbabwe ;
- Chute Montmorency au Canada ;
- Dettifoss en Islande ;La chute d'eau de Drymona, Grèce centrale

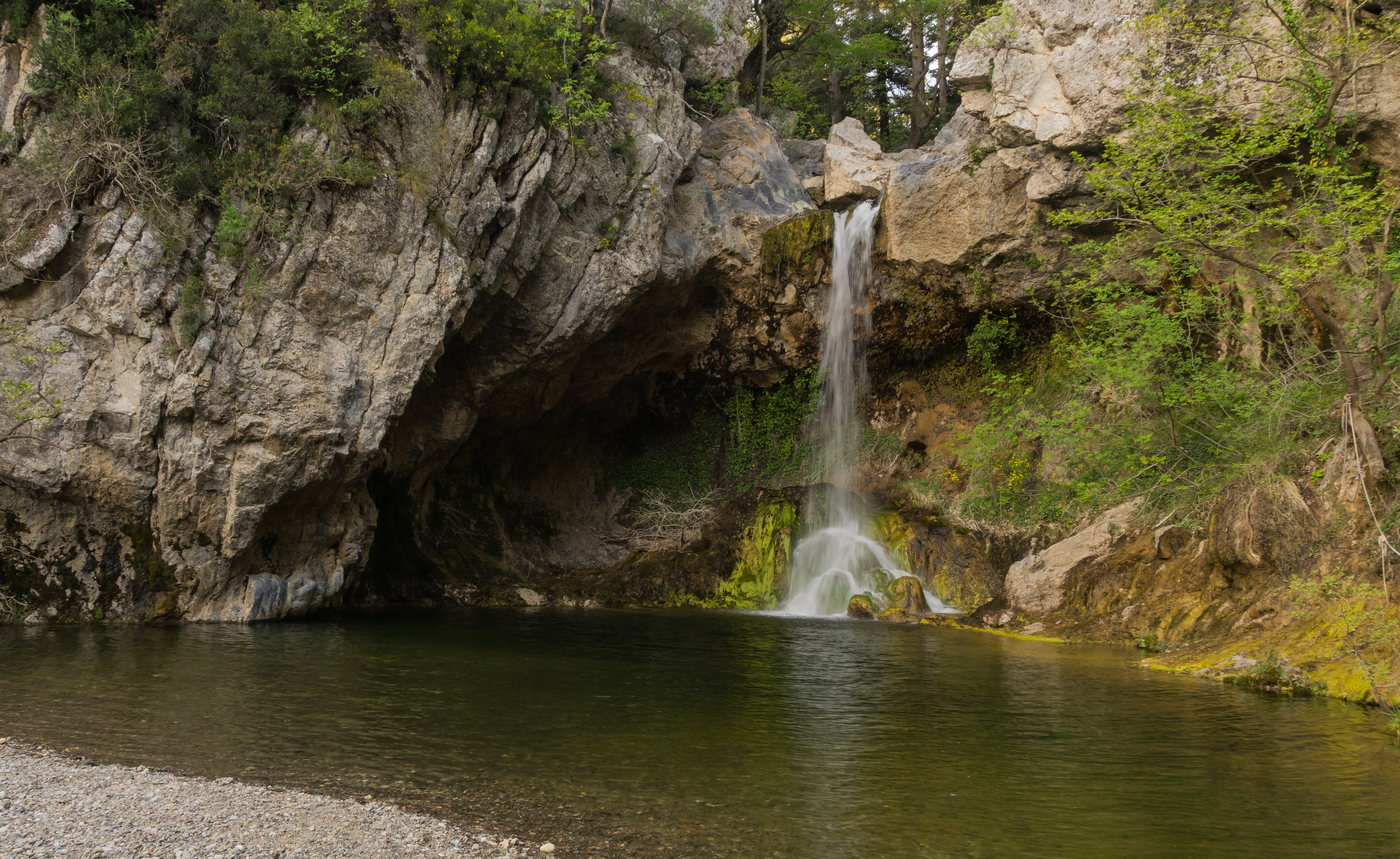
La chute d'eau de Drymona, Grèce centrale

- Les chutes du Rhin, la plus grande chute d'eau d'Europe (150 m de largeur et 23 m de haut)[1] en Suisse ;
- Chute Kabir Kouba au Canada ;
- Saut du Doubs en France ;
- Saut du Capelan en France ;
- Cascade de Sillans en France ;
- Cascade du Toce en Italie ;
- Cascade du Rouget en France ;
- Chutes de Zarde Limeh en Iran;
- Cascades d'Ouzoud au Maroc ;
- Cascades de Kefrida en Algérie ;
- Cascade de Charabotte en France ;
- Cascade d'Arpenaz en France ;
- Cascade des Sept Chutes, à la frontière entre le Brésil et le Paraguay ;
- Trümmelbachfälle, la plus grande cascade souterraine d'Europe[2] en Suisse ;
- La Pissevache en Suisse.
- Cataracte du détroit de Danemark (en), la plus haute chute d'eau sous-marine entre l'Islande et le Groenland.

## Classement des chutes d'eau par hauteur
| Rang | Nom                         | Pays             | Hauteur (Total - Chute Libre) | Hauteur (Total - Chute Libre) | Photographie |
| ---- | --------------------------- | ---------------- | ----------------------------- | ----------------------------- | ------------ |
| 1    | Salto Ángel                 | Venezuela        | 979                           | 807                           |              |
| 2    | Chutes de la Tugela         | Afrique du Sud   | 948                           | 411                           |              |
| 3    | Cataractes de Tres Hermanas | Pérou            | 914                           |                               |              |
| 4    | Chutes Oloʻupena            | États-Unis       | 900                           |                               |              |
| 5    | Chute Yumbilla              | Pérou            | 896                           |                               |              |
| 6    | Vinnufossen                 | Norvège          | 860                           | 420                           |              |
| 7    | Balåifossen                 | Norvège          | 850                           | 452                           |              |
| 8    | Chutes Puʻukaʻoku           | États-Unis       | 840                           |                               |              |
| 9    | Chutes James Bruce          | Canada           | 840                           |                               |              |
| 10   | Chutes Browne               | Nouvelle-Zélande | 836                           | 244                           |              |
| 11   | Strupenfossen               | Norvège          | 836                           | 244                           |              |
| 12   | Ramnefjellsfossen           | Norvège          | 818                           | 600                           |              |
| 13   | Chutes Waihilau             | États-Unis       | 792                           | 792                           |              |
| 14   | Chutes de la Colonial Creek | États-Unis       | 788                           |                               |              |
| 15   | Mongefossen                 | Norvège          | 773                           | 773                           |              |
| 16   | Cataracte de Gocta          | Pérou            | 771                           |                               |              |
| 17   | Chutes Mutarazi             | Zimbabwe         | 762                           | 479                           |              |
| 18   | Kjelfossen                  | Norvège          | 755                           | 149                           |              |
| 19   | Chutes Johannesburg         | États-Unis       | 751                           | 244                           |              |
| 20   | Chutes de Yosemite          | États-Unis       | 739                           | 436                           |              |
| 21   | Trou de Fer                 | La Réunion       | 725                           | 305                           |              |